# Saison 3 d'American Dad!
Chronologie
Saison 2 Saison 4
La troisième saison d'American Dad! a été diffusée pour la première fois aux États-Unis par la Fox entre le 10 septembre 2006 et le 20 mai 2007, elle est composée de dix-neuf épisodes.

En France, elle a été diffusée pour la première fois à la télévision sur Canal+.

## Épisodes
| № | #  | Titre                                                                                            | Réalisation                | Scénario                                       | Première diffusion | Code de prod. | Audience |
| --- | -- | ------------------------------------------------------------------------------------------------ | -------------------------- | ---------------------------------------------- | ------------------ | ------------- | -------- |
| 24 | 1  | Vacances rebelles (Camp réfougié) Camp Refoogee                                                  | Albert Calleros            | Josh Bycel et Jonathan Fener                   | 10 septembre 2006  | 2AJN06        | 8,93     |
| Stan transforme un camp de réfugiés en camp de vacances pour Steve. Roger et Francine, restés à Langley Falls, se font passer pour un couple...                                                                                                 |    |                                                                                                  |                            |                                                |                    |               |          |
| 25 | 2  | Régime paternel (Après l'école) The American Dad After School Special                            | Pam Cooke                  | Dan Vebber                                     | 17 septembre 2006  | 2AJN05        | 7,71     |
| Stan réalise qu'il a un problème de poids après avoir vu Debbie, la copine de Steve. Il fait alors de l'exercice pour maigrir... |    |                                                                                                  |                            |                                                |                    |               |          |
| 26 | 3  | Un commercial hors père (L'échec n'est pas une option) Failure is Not a Factory-installed Option | Rodney Clouden             | Etan Cohen                                     | 24 septembre 2006  | 2AJN07        | 8,36     |
| Stan perd toute confiance en lui après s'être fait "violer l'esprit" par un vendeur de voiture. Toute la famille va en subir les conséquences...                                                                                                |    |                                                                                                  |                            |                                                |                    |               |          |
| 27 | 4  | La jaquette est républicaine (Amoureux de Lincoln) Lincoln Lover                                 | Brent Woods                | Rick Wiener, Kenny Schwartz et Nahnatchka Khan | 5 novembre 2006    | 2AJN11        | 7,71     |
| Homophobe convaincu, Stan change d'avis sur les homosexuels après avoir découvert "la cabane", un groupe de républicains gays... |    |                                                                                                  |                            |                                                |                    |               |          |
| 28 | 5  | Donjons et camions (Donjons et ailerons) Dungeons and Wagons                                     | Kurt Dumas et Anthony Lioi | Michael Shipley et Jim Bernstein               | 12 novembre 2006   | 2AJN08        | 8,48     |
| Fatiguée par la routine, Francine cherche de nouvelles sensations dans le steet racing. Jeff, largué par Hayley, découvre le jeu en réseau auquel excelle Steve et le rejoint...                                                                |    |                                                                                                  |                            |                                                |                    |               |          |
| 29 | 6  | Bébé tout frais (Fluide glacial) Iced, Iced Babies                                               | Caleb Meurer               | Steve Hely                                     | 19 novembre 2006   | 2AJN09        | 8,24     |
| Voyant Steve s'éloigner d'elle pour se rapprocher de Debbie, Francine veut un nouvel enfant, chose que Stan désapprouve. Roger devient professeur au lycée d'Hayley...                                                                          |    |                                                                                                  |                            |                                                |                    |               |          |
| 30 | 7  | Le secret honteux de Stan (La dégelée de Stan) Of Ice and Men                                    | John Aoshima               | Brian Boyle                                    | 26 septembre 2006  | 2AJN10        | 8,76     |
| Comme chaque hiver, Stan devient associable. Mais cette fois ci, Francine va tenter d'en découvrir la raison. Steve et ses potes reçoivent une femme russe par la poste, pour leur plus grand bonheur...                                        |    |                                                                                                  |                            |                                                |                    |               |          |
| 31 | 8  | Mac alien cowboy (La grosse pomme pourrie) Irregarding Steve                                     | Pam Cooke                  | Chris McKenna et Matt McKenna                  | 11 novembre 2006   | 2AJN12        | 7,11     |
| Afin de ne plus vivre sous le même toit que Stan, qu'ils considèrent comme un idiot, Steve et Roger partent pour New York... |    |                                                                                                  |                            |                                                |                    |               |          |
| 32 | 9  | L'ami cahuette me fait calfouette (Un Noël de rêve) The Best Christmas Story Never Told          | Albert Calleros            | Brian Boyle                                    | 17 novembre 2006   | 2AJN14        | 7,70     |
| Stan est écœuré de la perte de l'esprit de Noël. Mais un évènement inattendu va lui permettre d'arranger ça... |    |                                                                                                  |                            |                                                |                    |               |          |
| 33 | 10 | Devine qui vient dîner ? (Bush vient dîner) Bush Comes to Dinner                                 | Mike Kim                   | Mike Barker et Matt Weitzman                   | 7 janvier 2007     | 2AJN13        | 9,12     |
| Le président Bush est invité à diner chez les Smith. Mais le repas tourne au vinaigre lorsque Bush se remet à boire... |    |                                                                                                  |                            |                                                |                    |               |          |
| 34 | 11 | Paco et ses frères (Usine à rêve) American Dream Factory                                         | Rodney Clouden             | Nahnatchka Khan                                | 28 janvier 2007    | 2AJN16        | 7,49     |
| Stan exploite des immigrés mexicains pour créer sa propre entreprise. Roger rejoint le groupe de Steve à la batterie... |    |                                                                                                  |                            |                                                |                    |               |          |
| 35 | 12 | Changement de propriétaire (A.T l'abusif Terrien) A.T. The Abusive Terrestrial                   | Joe Daniello               | Dan Vebber                                     | 11 février 2007    | 2AJN17        | 6,60     |
| Stan et Francine font campagne pour sauver leur soda favori, Mr. Pibb. Steve en a assez de Roger, qui se trouve un nouveau pote... |    |                                                                                                  |                            |                                                |                    |               |          |
| 36 | 13 | C'est la faute à Fonda (Noir Complot) Black Mystery Month                                        | Brent Woods                | Laura McCreary                                 | 18 février 2007    | 2AJN20        | 7,06     |
| Steve doit faire un exposé sur un noir célèbre. Il choisit l'homme qui a inventé le beurre de cacahuètes, sans savoir qu'un immense secret se cache derrière cette histoire...                                                                  |    |                                                                                                  |                            |                                                |                    |               |          |
| 37 | 14 | Soirée déguisée (Qui m'aime me juive) An Apocalypse to Remember                                  | John Aoshima               | Erik Durbin                                    | 25 mars 2007       | 2AJN19        | 6,64     |
| Stan emmène sa famille dans la forêt pour survivre à un holocauste nucléaire. Roger, qui n'a pas été emmené avec le reste de la famille, décide de se marier afin d'obtenir un mixeur pour cocktail...                                          |    |                                                                                                  |                            |                                                |                    |               |          |
| 38 | 15 | Quatre petits mots Four Little Words                                                             | Caleb Meurer               | David Zuckerman                                | 1er avril 2007     | 2AJN18        | 5,94     |
| Stan demande à Francine d'arranger un coup avec son patron pour qu'il ne soit plus retenu tard à son bureau. Mais le rendez-vous est un échec total et Stan va devoir mentir pour ne pas entendre sa femme lui dire "Je te l’avais bien dit"... |    |                                                                                                  |                            |                                                |                    |               |          |
| 39 | 16 | La femme de sa vie (Quand Stan aime une femme) When a Stan Loves a Woman                         | Rodney Clouden             | Rick Wiener et Kenny Schwartz                  | 29 avril 2007      | 2AJN23        | 6,71     |
| Stan se rend compte que sa femme a couché avec énormément d'hommes avant lui. Afin qu'il se calme, Francine le laisse coucher avec une autre femme pour qu'il se rende compte que baiser n'est pas important...                                 |    |                                                                                                  |                            |                                                |                    |               |          |
| 40 | 17 | Mes voisins chéris (Tu nous tannes, Stan) I Can't Stan You                                       | Pam Cooke                  | Michael Shipley et Jim Bernstein               | 6 mai 2007         | 2AJN15        | 6,31     |
| Quand Stan se rend compte qu'il n'est pas aimé de ces voisins, il tente d'arranger ça par tous les moyens. Roger cherche un moyen de gagner de l'argent en réclamant des dommages et intérêts. Pour cela, Steve va lui être très utile...       |    |                                                                                                  |                            |                                                |                    |               |          |
| 41 | 18 | Steven le magnifique (Steve, le magnifique) The Magnificent Steven                               | Mike Kim                   | Steve Hely                                     | 13 mai 2007        | 2AJN21        | 5,67     |
| Pour qu'ils deviennent des hommes, Stan entraine Steve et ses amis à devenir cowboy. Francine et Hayley se bataillent pour devenir la femme la plus attirante de la maison aux yeux de Roger...                                                 |    |                                                                                                  |                            |                                                |                    |               |          |
| 42 | 19 | Apparences trompeuses (Pot problème) Joint Custody                                               | Joe Daniello               | Keith Heisler                                  | 20 mai 2007        | 2AJN24        | 7,62     |
| Stan en a assez de Jeff et va essayer de trouver un moyen de s'en débarrasser. Roger trouvera ce moyen et une course entre lui et Stan va alors débuter pour échanger Jeff contre une récompense...                                             |    |                                                                                                  |                            |                                                |                    |               |          |